# Pseudopanthera xantholeuca
Pseudopanthera xantholeuca är en fjärilsart som beskrevs av Bubacek. Pseudopanthera xantholeuca ingår i släktet Pseudopanthera och familjen mätare. Inga underarter finns listade.